# 萨扬 (上比利牛斯省)
萨扬（法語：Sailhan，法語發音：[sajɑ̃]）是法国上比利牛斯省的一个市镇，属于巴涅尔德比戈尔区。

## 地理
萨扬（42°49'9"N, 0°20'3"E）面积2.64 平方千米，位于法国奧克西塔尼大區上比利牛斯省，该省份为法国西南部内陆省份，北至热尔省，西接大西洋比利牛斯省，南与西班牙接壤，东临上加龙省。
与萨扬接壤的市镇（或旧市镇、城区）包括：布里斯、昂镇、埃斯唐桑、圣拉里-苏朗、维耶勒欧尔。

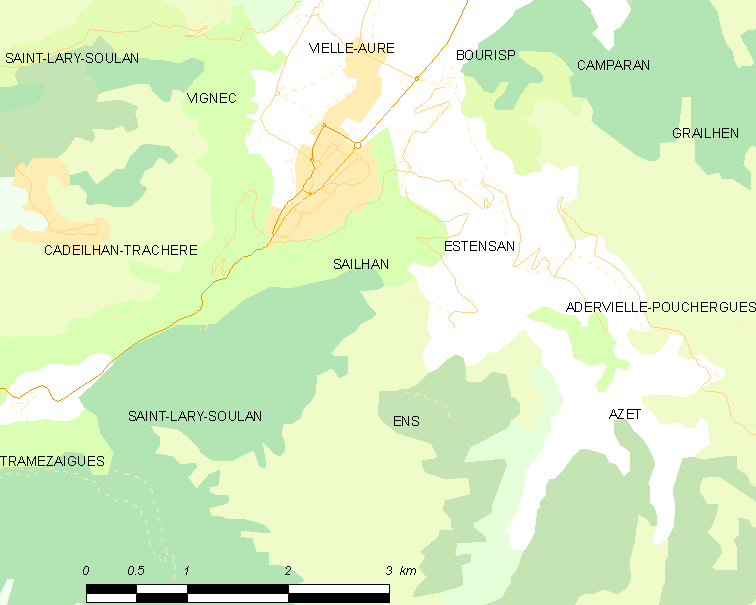
的OSM定位图

萨扬的时区为UTC+01:00、UTC+02:00（夏令时）。

## 行政
萨扬的邮政编码为65170，INSEE市镇编码为65384。

## 政治
萨扬所属的省级选区为内斯特-欧尔-卢龙县。

## 人口

1962-2008年间人口变化图示

萨扬于2022年1月1日时的人口数量为171人。